# Smyrna karwinskii
Smyrna karwinskii é uma borboleta neotropical da família Nymphalidae, encontrada do sul dos Estados Unidos (Texas) e do México até a Nicarágua. Possui, vista por cima, coloração laranja puxada para o abóbora e uma região negra na metade das asas anteriores, contendo três marcações brancas ou amareladas. Em vista inferior, apresenta padrão disruptivo em mosaico, com a presença de quatro ocelos em destaque (um deles com o centro formando um anel de coloração negra). Difere de Smyrna blomfildia (espécie de maior distribuição geográfica) por apresentar a coloração da face inferior mais apagada e por não apresentar duas manchas negras, triangulares, no fim das asas posteriores, formando uma espécie de bico. Atingem de 7,6 a 9 centímetros de envergadura.

## Hábitos
Habitam áreas florestais, sendo mais fáceis de se encontrar adultos onde possam encontrar frutos fermentados para seu sustento. Podem pousar nas pessoas para sugar sais minerais de sua transpiração e podem se reunir em grande quantidade para descanso. Lagartas encontradas em plantas do gênero Urera (Urticaceae).

## Camuflagem
O padrão, em vista inferior, das asas de S. karwinskii, assim como em S. blomfildia, apresenta camuflagem de tipo disruptivo.[carece de fontes?] Este padrão de listras e manchas fragmenta visualmente a forma da asa para seus predadores. Outra característica é o desenho de ocelos nas asas.